# Eudora (software)
Eudora is een e-mailprogramma.

## Geschiedenis
Eudora was een van de eerste mailprogramma's voor Windows. Het werd ontwikkeld door Steve Dorner in 1988 en werd later uitgebracht door Qualcomm. De ontwikkeling werd gestopt in 2006.
Eudora werd doorontwikkeld als een opensourceversie (Eudora OSE 1.0), voor Windows, Mac en Linux gebaseerd op Mozilla Thunderbird. Dit project stopte in 2013

## Versies
- Eudora (1988-1991)
- Eudora Lite en Eudora Pro (1991-2006
- Eudora Sponsored (2003-2006)
- Eudora OSE (2006-2013)

## Functies
- Een doorzoekbaar mailarchief.
- Meerdere vensters kunnen tegelijk openstaan.